# Георгі Аспарухов (стадіон)
Георгі Аспарухов (болг. Георги Аспарухов) — футбольний стадіон у місті Софія, друга за місткістю спортивна арена Болгарії. Названий на честь Георгі Аспарухова, одного з найвидатніших болгарських футболістів ХХ сторіччя. Домашній стадіон футбольного клубу «Левскі».